# Absolute Martian Manhunter
Absolute Martian Manhunter es una miniserie de cómics de superhéroes de suspenso psicológico publicada por DC Comics, basada en su personaje Martian Manhunter. La serie, escrita por Deniz Camp e ilustrada por Javier Rodríguez, se estrenó el 26 de marzo de 2025 como parte del sello Absolute Universe (AU) de DC. Es la quinta serie del sello publicada en orden y la segunda de la segunda tanda de títulos de Absolute, tras Absolute Flash y continuando con Absolute Green Lantern.

## Premisa
La serie se centra en el agente del FBI John Jones mientras su cuerpo es tomado por una conciencia extraterrestre conocida como "Marciano", lo que hace que lentamente se vuelva loco y sea arrastrado a una guerra intergaláctica.
Esto tiene muchas diferencias con la continuidad principal, ya que en el Universo Absolute el humano John y el 'marciano' son dos seres separados, mientras que en la continuidad principal ambos son la misma persona, cambiando simplemente de alias.

## Historia de publicación
Para julio de 2024, Deniz Camp estaba desarrollando una serie de cómics centrada en Martian Manhunter, escrita por el sello DC Comics Absolute Universe (AU), titulada Absolute Martian Manhunter. Javier Rodríguez es el ilustrador del cómic, y Camp describió el título como «una de las reimaginaciones más impactantes del Universo Absolute».
El diseño del 'Marciano' fue creado por Rodríguez como una escultura de arcilla.
Camp citó varias obras de ciencia ficción y autores que inspiraron el título, como 2001: Una odisea del espacio, los escritos de Ursula K. Le Guin y J. G. Ballard, pero la principal influencia del libro provino del escritor Thomas Pynchon, especialmente sus obras Vicio inherente y El llanto de Lot 49. Describió el cómic como «una novela negra psicodélica que aborda las grandes preguntas humanas desde una perspectiva personal».
Absolute Martian Manhunter comenzó su publicación en marzo de 2025. Originalmente una miniserie de seis números, la serie se extendió a doce, con el mismo equipo creativo trabajando en todos los números sin rellenos. El primer número de Absolute Martian Manhunter #1 vendió más de 120.000 pedidos anticipados en marzo de 2025.